# Paul Ilyinsky
Pour les articles homonymes, voir Ilyinsky.
Paul Ilyinsky est né à Londres, au Royaume-Uni, le 27 janvier 1928 et décédé à Palm Beach, en Floride, le 10 février 2004. Issu d’une branche morganatique de la famille impériale de Russie, il a été maire de la ville américaine de Palm Beach en Floride de 1993 à 2000. Paul Ilyinsky est également un écrivain et un photographe russo-américain.

## Famille

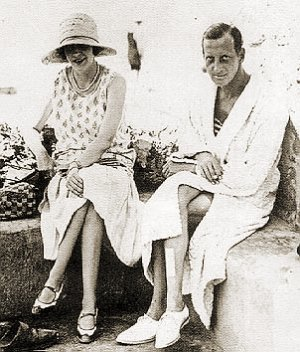
Les parents du prince Paul Ilyinsky.

Paul Ilyinsky est le fils unique du grand-duc Dimitri Pavlovitch de Russie (1891-1942) et de son épouse la roturière américaine Audrey Emery (1904-1971), titrée princesse Ilyinsky à l’occasion de son mariage.
Par son père, le prince Paul est donc l’arrière-petit-fils du tsar Alexandre II de Russie (1818-1881) et du roi Georges Ier de Grèce (1845-1913) tandis que, par sa mère, il est le petit-fils du millionnaire américain John Josiah Emery (mort en 1908).
Le 29 juillet 1949, Paul Ilyinsky épouse, à Honolulu, dans les îles Hawaï, Mary Evelyn Prince (1925). Mais l’union se termine par un divorce en 1951 et le couple n’a pas d’enfant.
Le 1er octobre 1952, Paul Ilyinsky se marie en secondes noces, à Palm Beach, en Floride, à Angelica Philippa Kauffmann (1932-2011). De cette seconde union naissent quatre enfants :
- Dimitri Romanov-Ilyinsky (1954), prince Ilyinsky qui épouse, le 22 septembre 1979 Martha Murray McDowell (1952). D’où trois filles[2] ;
- Paula Maria Romanov-Ilyinsky  (1956), princesse Ilynska, qui épouse le 31 mai 1980 Mark Comisar (1953), d’où deux enfants dont l’un meurt jeune ;
- Anna Romanov-Ilyinsky  (1959),  princesse Ilyinsky, qui épouse le 9 mai 1980 Robin de Young (1952) avant de divorcer en 1990 et de se remarier le 18 décembre 1992 à David Wise Glossinger (1953). D’où deux enfants de chaque mariage ;
- Michael Romanov-Ilyinsky (1959), prince Ilyinsky qui épouse, le 7 mai 1985 Marcia Marie Lowe avant de divorcer en 1986 et de se remarier, le 2 novembre 1989 à Paula Gay Maier et de redivorcer en 1995 pour s’unir une nouvelle fois, en 1999 à Lisa Marie Schiesler (1973) dont il divorce en 2000. De son second mariage, il a une fille.

## Biographie
Paul Romanovsky-Ilyinsky naît à l’ambassade américaine de Londres en 1928 mais c’est principalement en France qu’il passe son enfance. En 1937, les parents du prince divorcent et sa mère se remarie au prince géorgien Dimitri Djordjadze.
Paul effectue ses études à la Woodberry Forest School de Virginie puis à l’Académie royale militaire de Sandhurst, en Grande-Bretagne, avant de rejoindre le Corps des Marines des États-Unis. Il sert ensuite comme photographe de guerre pendant la guerre de Corée et se retire des Marines avec le grade de lieutenant-colonel. Le prince reprend alors ses études et intègre l’université de Virginie en 1953.
Pendant 20 ans, Paul Romanovsky-Ilyinsky vit à Cincinnati où il travaille dans l’entreprise de sa famille maternelle, Emery Industries. En parallèle, le prince se livre à l’écriture et à la photographie.
En 1979,  il retourne à Palm Beach, où il avait vécu quelque temps avant de gagner Cincinnati. Peu de temps après, il entre au conseil municipal de la ville et ne tarde pas à en être élu maire en 1993. Il exerce d’ailleurs la charge pendant trois mandats successifs et ne quitte son poste que pour des raisons de santé en 2000.
Le prince a été nommé « first Distinguished Citizen » de Palm Beach en raison des services qu’il a accompli en faveur des Boy Scouts of America du comté de Palm Beach. Il a également reçu le « Silver Beaver Award » de la part des scouts de Cincinnati.

### Œuvres
Le prince est l’auteur de plusieurs ouvrages publiés sous le nom de Paul Ilyinsky :
- Goodbye, Coney Island, goodbye, Prentice Hall, 1972  (ISBN 0133602303)
- The Annapolis story: The blue and gold, Arco Pub. Co, 1974  (ISBN 0668034785)

### Sur le prince et sa famille
- (fr) Frédéric Mitterrand, Mémoires d’exil, Pocket, 2001  (ISBN 2266104519)

### Presse en ligne
- (en) Campbell Robertson, « Nécrologie » par The New York Times du 17 février 2004.
- (en) Rebecca Goodman, « Nécrologie » par The Cincinnati Enquirer du 13 février 2004.